# Ubijîci, Ripkî
Ubijîci (în ucraineană Убіжичі) este un sat în comuna Kraskivske din raionul Ripkî, regiunea Cernihiv, Ucraina.

## Demografie
Componența lingvistică a localității Ubijîci
     Ucraineană (98,18%)
     Rusă (1,3%)
     Alte limbi (0,52%)
Conform recensământului din 2001, majoritatea populației localității Ubijîci era vorbitoare de ucraineană (98,18%), existând în minoritate și vorbitori de rusă (1,3%).